# Cajuela de café
La cajuela de café, en Costa Rica, corresponde a 1/20 parte de una fanega, es una unidad de medida tradicionalmente utilizada en la recolección de café.
La cajuela se divide en 4 cuartillos. Cada cajuela de café pesa 12,9 kg de granos de café, por lo que una fanega pesa 258 kg y produce un saco de 46 kg de café oro.